# 그램-루드먼-홀링스 균형예산법
그램-루드먼-홀링스 균형예산 및 긴급 적자 통제법 (1985년)(영어: Gramm–Rudman–Hollings Balanced Budget and Emergency Deficit Control Act of 1985)과 균형예산 및 긴급 적자 통제 재확인법 (1987년) (둘 다 종종 그램-루드먼으로 알려짐)은 연방 예산에 대한 최초의 구속력 있는 지출 제약이었다.
법이 제정된 후, 이 법들은 종종 미국 상원의원인 필 그램 (공화당-텍사스주), 워렌 러드먼 (공화당-뉴햄프셔주), 프리츠 홀링스 (민주당-사우스캐롤라이나주)의 이름을 따서 "그램-루드먼-홀링스 I"과 "그램-루드먼-홀링스 II"로 불렸고, 이들은 이 법들의 주요 저자로 인정받았다.

## 법의 조항
"예산 격리"라는 용어는 1985년 그램-루드먼-홀링스 적자 감축법의 한 부분을 설명하기 위해 처음 사용되었다.
이 법들은 미국 연방 예산 적자를 줄이는 것을 목표로 했다. 이 적자는 연방 정부의 지출이 매년 수입을 초과하는 금액을 나타내며, 당시에는 달러 기준으로 역사상 가장 큰 규모였다. 이 법들은 회계연도에 다양한 범주의 전체 재량 지출 예산이 예산 지출 한도를 초과할 경우 자동 지출 삭감("예산 자원의 취소", "격리"라고 불림)을 규정했다. 즉, 의회가 각 회계연도에 예산 총액을 초과하는 재량 지출을 규정하는 예산 책정법을 제정할 경우, 의회가 예산 금액을 늘리는 다른 예산 결의안을 통과시키지 않는 한, 해당 범주에서 모든 부서와 프로그램에 동일한 비율로 영향을 미치는 일괄적인 재량 지출 삭감이 자동으로 발동된다. 한도를 초과하는 금액은 재무부에 의해 보류되며, 예산 책정법에 명시된 기관으로 이전되지 않는다.
1985년 법에 따르면, 허용 가능한 적자 수준은 궁극적인 연방 적자 해소를 고려하여 계산되었다. 예산이 허용 가능한 적자를 초과할 경우, 일괄적인 삭감이 필요했다. OMB(예산관리국) 및 CBO(의회예산처) 국장은 삭감 규모에 대한 권고안을 감사원장에게 보고해야 했다. 감사원장은 이 보고서들을 평가하고, 자신의 결론을 내리고, 대통령에게 권고안을 제시했으며, 대통령은 의회가 지정된 시간 내에 다른 방식으로 삭감을 하지 않는 한 감사원장이 권고한 삭감을 시행하는 명령을 내려야 했다.
감사원장은 하원 및 상원의 의장이 추천한 세 명의 명단에서 대통령이 지명한다. 그는 탄핵 또는 의회의 공동 결의안에 의해서만 해임될 수 있으며, 이는 양원 다수결 투표를 필요로 하고 대통령의 거부권 대상이 된다. 의회는 이러한 해임에 대해 "비효율성", "직무 태만", 또는 "불법 행위"를 포함한 여러 가지 이유를 제시할 수 있다.

## 법 통과
하원은 1985년 법안을 271대 154로 통과시켰고 상원은 61대 31로 통과시켰으며, 로널드 레이건 대통령은 1985년 12월 12일 법안에 서명했다.
1986년 8월 12일, 하원의원 댄 로스텐코스키는 균형 예산 및 긴급 적자 통제 재확인법을 발의했다. 상원은 두 가지 수정안과 함께 법안을 36대 35로 통과시켰고, 하원은 상원의 첫 번째 수정안을 구두 투표로 승인했으나 두 번째 수정안을 부결시켰다. 상원은 해당 수정안을 구두 투표로 철회했고, 레이건 대통령은 8월 21일 법안에 서명했다.

## 유산
자동 삭감액을 결정하는 절차는 보우셔 대 시나르 (478 U.S. 714 (1986)) 사건에서 위헌으로 판결되었다. 이는 감사원장의 법에 따른 기능이 법 집행의 "본질"이며, 이는 입법 기관의 권한을 넘어선다는 점에서 의회의 위헌적인 행정권 침해로 간주되었다. 다음과 같이 언급되었다: "의회가 법을 통과시킨 후에는 새로운 법을 통과시키거나 탄핵을 통해서만 법 집행에 영향을 미칠 수 있다."
의회는 1987년 법에서 법의 수정된 버전을 제정했다. 그러나 그램-루드먼은 큰 예산 적자를 막는 데 실패했다.
1990년 예산 집행법은 고정된 적자 목표를 대체했으며, 이는 격리를 PAYGO 시스템으로 대체하여 2002년까지 효력을 발휘했다.
균형 예산은 사회 보장 신탁 기금에 대한 부채를 고려하지 않은 예산 흑자가 나타난 1990년대 후반에야 실제로 나타났다. 예산은 2000년 이후 빠르게 불균형 상태가 되었고, 그 이후로 지속적이고 상당한 적자를 기록하고 있다.

## 같이 보기
- 재정 적자

## 추가 문헌
- “S.1702 – Balanced Budget and Emergency Deficit Control Act of 1985”. 《THOMAS》. 미국 의회도서관. 1985년 9월 25일.[깨진 링크(과거 내용 찾기)]
- William G. Dauster, Budget Process Law Annotated: 1993 Edition. Washington, D.C.: Government Printing Office, 1993. ISBN 0-16-041726-0; “(BPLA (1993) Online)”. 2016년 11월 22일.
- Margaret H. McDermott and Bernard D. Reams, Deficit Control and the Gramm–Rudman–Hollings Act: The Legislative History of the Balanced Budget and Emergency Deficit Control Act of 1985 (P.L. 99-177) (W. S. Hein, 1986).
- “H.J.RES.372 – CRS Summary of Balanced Budget and Emergency Deficit Control Act of 1985”. 《THOMAS》. 미국 의회도서관. 1985년 12월 10일.[깨진 링크(과거 내용 찾기)]
- “Compliance Report For FY 1986: Balanced Budget and Emergency Deficit Control Act of 1985” (PDF). 《gao.gov/products/GAO/OCG-86-2》. U.S. Government Accountability Office. 1986년 3월 31일. OCLC 13492627.